# Chol haMoed

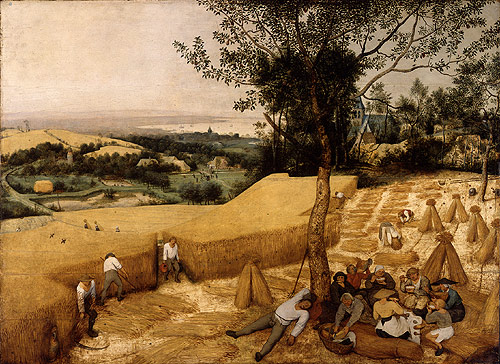
"Chi profana Chol haMoed è come un idolatra", dal Bavli Pessaʾhim 118a (Mietitura di Bruegel)

Chol haMoed (in ebraico חול המועד‎?), locuzione ebraica che significa "durante la settimana [della] festività" (traduzione letterale: "[la parte] secolare [non santa] [della] ricorrenza"), si riferisce ai giorni intermedi della Pasqua ebraica (Pesach) e Sukkot. Come suggerisce il nome, questi giorni combinano caratteristiche di "chol" (giorno della settimana o secolare) e di "moed" (festività).
A Pesach, Chol haMoed comprende il secondo giorno fino al sesto della festa (dal terzo sino al sesto nella diaspora). Durante Sukkot Chol haMoed va dal secondo al settimo giorno (dal terzo sino settimo nella diaspora).
Anche se ha un nome particolare, Hoshannah Rabbah, il settimo giorno di Sukkot, è parte di Chol haMoed: il servizio di Avodah della preghiera ebraica in questo giorno unisce alcune pratiche abituali di Chol haMoed a pratiche sia di Yom Tov che delle grandi feste solenni.

## Concetti generali
Chol HaMoed combina caratteristiche feriali (Chol) e festive (Moed).

### Feriale(Chol)
Lavoro – nei giorni feriali durante Chol haMoed le restrizioni usuali che si applicano nelle festività ebraiche bibliche sono mitigate, ma non eliminate completamente. Per esempio, quel lavoro che sarebbe normalmente proibito durante una festività viene permesso per prevenire perdite finanziarie o se i risultati del lavoro sono necessari per la festività. Anche il lavoro per necessità pubblica è permesso. Se uno ha la possibilità di prendersi delle ferie dal lavoro senza perdita finanziaria in quei giorni, deve farlo. Molti compiti quali il lavaggio di biancheria, il taglio dei capelli e la rasatura sono da evitare tranne in alcune circostanze.

Preghiere – le preghiere nei giorni feriali durante Chol haMoed si basano sull'ordine settimanale di preghiere, non quello delle festività.

### Festivo(Moed)
Le tradizioni principali delle rispettive festività continuano lungo tutto il corso della loro durata:
- Uso della matzah e astensione da prodotti con lievito (chametz) a Pesach
- Dimora nella sukkah (ogni giorno) e uso delle Quattro Specie (eccetto lo Shabbat) a Sukkot

La preghiera Yaʾaleh VeYavo è aggiunta all'Amidah e Birkat HaMazon in questi giorni.  Le preghiere Hallel e Mussaf vengono recitate in tali giorni, come per Yom Tov, sebbene sia detta quella di Chol HaMoed pasquale, forma condensata di Hallel. Le Hoshanot sono recitate a Sukkot. Si omette la preghiera tachanun.
Nei giorni feriali durante Chol HaMoed ci sono quattro aliyot di letture bibliche in sinagoga, contro le tre stabdard della settimana, ad indicare la natura festiva di Chol HaMoed.

### Tefillin
Nei giorni feriali durante Chol HaMoed, ci sono tradizioni varianti per quanto riguarda i tefillin e quando devono essere indossati, a riflettere la duplice natura della giornata. Molte correnti di ebrei aschenaziti e yemeniti li indossano (come nei giorni feriali), mentre gli ebrei sefarditi, gli aschenaziti seguaci del Gaon di Vilna e gli chassidim di Chabad non li indossano (come nelle festività). La maggioranza degli altri chassidim, o coloro che hanno una discendenza chassidica, non portano i tefillin durante Chol HaMoed, tuttavia in alcune comunità chassidiche, come i Sanz, Bobov, e molti della dinastia Satmar, gli uomini mai sposati (noti come bachurim), indossano i tefillin in privato prima della preghiera; tuttavia in tutte le comunità chassidiche gli uomini sposati (o precedentemente sposati) non indossano i tefillin durante Chol HaMoed. Negli Stati Uniti (seconda al mondo come popolazione ebraica, dopo Israele) e nella maggior parte della diaspora, entrambe le tradizioni vengono praticate ampiamente. In Israele però, le consuetudini liturgiche del Gaon di Vilna hanno una forte influenza, pertanto pochi ebrei in Israele indossano i tefillin a Chol HaMoed e molti lo fanno solo in privato, prima dei servizi di preghiera pubblica.
Tra coloro che non indossano i tefillin a Chol HaMoed, alcuni omettono le benedizioni e altri le recitano, a seconda della propria tradizione ancestrale. Anche coloro che indossano i tefillin durante Chol HaMoed, li rimuovono prima di Hallel, per rispetto del carattere festivo di Chol HaMoed, carattere particolarmente enfatizzato durante la recita di Hallel. L'unica eccezione a questa pratica è il terzo giorno di Pesach, quando la lettura della Torah (che segue l'Hallel) discute la mitzvah dei tefillin. Perché la lettura biblica in quel particolare giorno si concentra soprattutto sui tefillin, coloro che portano i tefillin a Chol HaMoed li conservano anche durante Hallel e li tolgono solo dopo che la lettura della Torah è completata e il rotolo è stata riposto nell'Arca.

## Shabbat Chol haMoed
Shabbat Chol haMoed, uno Shabbat che cade durante Chol haMoed, viene osservato come qualsiasi altro Shabbat in quasi tutti i suoi aspetti. In particolare, le usuali restrizioni di lavoro vengono applicate al completo, come in tutti gli altri Shabbat.
Shabbat Chol haMoed differisce dallo Shabbat "ordinario" nei seguenti modi:
Preghiere:
- Kabbalat Shabbat abbreviata
- Ya'aleh v'Yavo (come per tutto il Chol haMoed)
- Hallel (come per tutto il Chol haMoed)
- Secondo la tradizione aschenazita, lettura del Cantico dei cantici a Pesach o dell'Ecclesiaste durante Sukkot
- Lettura della Torah: sette aliyot come al solito, ma la Porzione settimanale della Torah e la Haftarah sono sostituite da letture particolari della festività
- Il Musaf della festività (come per tutto il Chol haMoed) rimpiazza quello dello Shabbat "ordinario"
- Hoshanot (come per tutto Sukkot, ma senza usare le Quattro Specie)

Pasti: uso del matzah invece del pane regolare a Pesach; pasti consumati nella sukkah (capanna) a Sukkot.